# Kristjan Palusalu
Kristjan Palusalu, do 1935 Christian Trossmann (ur. 10 marca 1908 w Varemurru, obecnie Matsi, zm. 17 lipca 1987 w Tallinnie) – estoński zapaśnik, mistrz olimpijski i mistrz Europy. Jako jedyny w historii zdobył złoto olimpijskie w wadze ciężkiej zarówno w stylu klasycznym i stylu wolnym. Sportowiec roku w Estonii w 1936.

## Życiorys
Urodził się we wsi Varemurru, która obecnie wchodzi w skład miejscowości Matsi, ukończył w 1922 szkołę podstawową w Kastna. W młodości uprawiał gimnastykę, koszykówkę i lekkoatletykę, zapasami zajął się mając dopiero 21 lat (służył wówczas w marynarce estońskiej). Był podopiecznym Alberta Kusnetsa, medalisty olimpijskiego w zapasach.
Pierwszy medal mistrzostw Estonii zdobył w 1930 roku (brąz w wadze ciężkiej w stylu wolnym). Rok później zdobył pierwsze złoto, zaś w 1932 pierwszy raz zdobył złoto w stylu klasycznym. Nie brał udziału w igrzyskach olimpijskich w Los Angeles z powodu wielkiego kryzysu (do USA pojechało tylko dwóch estońskich sportowców). Pierwszym jego międzynarodowym turniejem były Mistrzostwa Europy w Zapasach 1933, w których zajął czwarte miejsce w stylu klasycznym. Kolejnym były igrzyska olimpijskie w Berlinie w 1936. W 1937 roku został mistrzem Europy w Paryżu. Rok później zmuszony był zakończyć karierę, gdyż odniósł poważną kontuzję barku. W swojej karierze 12-krotnie zdobywał mistrzostwo kraju: w stylu wolnym w latach 1931–1933 i 1935–1936, zaś w stylu klasycznym nieprzerwanie w latach 1932-1938.
Najbardziej znany z dwóch złotych medali olimpijskich, które zdobył na ostatnich przed II wojną światową igrzyskach w Berlinie. Na igrzyskach stoczył łącznie 10 pojedynków, wszystkie wygrał. Triumfy Palusalu zauważono w Estonii, z tej okazji wielu estońskich sportowców objeżdżało kraj i rozgłaszało jego sukcesy. Podczas powrotu do Estonii był witany przez ok. 1/3 mieszkańców Tallinna, a rząd estoński nagrodził go fundując dla niego farmę.
W latach 1933–1940 pracował jako dozorca więzienny w Więzieniu Centralnym w Tallinnie. Po zajęciu Estonii przez ZSRR, Palusalu został wysłany w 1941 do łagru w Kotłasie. Wraz z kilkoma przyjaciółmi udało mu się uciec, jednak kilka dni później został pojmany i skazany na śmierć. Nie został stracony, lecz wcielono go do Armii Czerwonej i wysłano go na front do walki z Finami w ramach wojny radziecko-fińskiej (kontynuacyjnej). Zdezerterował w północnej Karelii, na północny zachód od Jeziora Onega w okolicach Przesmyku Karelskiego. Uciekł ok. pół godziny po przybyciu wojsk na miejsce. Według jednego z fińskich żołnierzy, Palusalu wraz z kilkoma przyjaciółmi miał krzyknąć do Finów: Fińscy chłopcy, nie strzelajcie do Estończyków. Znamienity sportowiec miał szczęście i przeżył, gdyż rozpoznał go Heikki Savolainen, utytułowany fiński gimnastyk służący w fińskiej armii.
Dwukrotny mistrz olimpijski powrócił do Estonii (okupowanej przez Niemców), jednak znowu został aresztowany przez Sowietów (w 1944 roku). Ponownie został wysłany do łagru, jednak po dwóch latach został wypuszczony i powtórnie wrócił do Estonii. Początkowo został dopuszczony do pracy trenerskiej i działalności zapaśniczej (w latach 1947-1951 był trenerem zapaśników Spartaka Tallinn), jednak ze względów ideologicznych został z niej zwolniony. W okresie odwilży sędziował w niektórych zapaśniczych turniejach niższej rangi.
Po wojnie pracował jako robotnik budowlany, w latach 70. przeszedł na emeryturę. Zmarł w 1987 roku w Tallinnie, niedługo po jego śmierci podjęto decyzje o rozgrywaniu Memoriału im. Kristjana Palusalu.